# Мінський повіт (Велике князівство Литовське)
Мінський повіт (ВКЛ) — адміністративна одиниця в складі Мінського воєводства Великого князівства Литовського (потім — Речі Посполитої). Центр повіту — м. Мінськ.
Повіт був створений в 1566 році під час адміністративної реформи в Великому князівстві Литовському на території Мінського князівства. У 1662 році Борисовське староство було передано Оршанському повіту Вітебського воєводства.
До складу повіту входили Мінське міське, Гайненське, Красносельське і Радошковічське староства, а також приватні володіння. Серед великих міст повіту були Радошковичі, Докшиці, Ігумен (Червень), Койданово (Дзержинськ), Раков, Борисов (до 1662 р.). Повіт посилав двох депутатів (послів) на вальний сейм Речі Посполитої. У Мінську збиралися повітові і воєводські сеймики — місцеві станово-представницькі органи. У середині XVII століття в повіті було 25 892 селянських господарства, а населення становило 207 136 осіб.
Повіт був ліквідований в 1793 році після окупації його території Російською імперією під час другого поділу Речі Посполитої.